# Chalkomedusa
Chalkomedusa (altgriechisch Χαλκομέδουσα Chalkomédousa)  ist eine Gestalt der griechischen Mythologie.
Sie war die Gattin des Arkeisios und Mutter des Laertes, der nach der homerischen Genealogie der Vater des Sagenhelden Odysseus war.